# Коммодиан
Коммодиан Газский (лат. Commodianus) — латинский поэт первой половины III века.
Родом из Газы, в Сирии, где провёл детство язычником; изучением Святого Писания был привлечён в христианство и умер, как предполагают, епископом в Северной Африке.
Сохранились 2 его стихотворения, исполненные христианской ревности. Из них «Instructiones adversus gentium deos» состоит из 80 песен, в которых Коммодиан доказывает несостоятельность язычества, советует язычникам, как и евреям, принять христианство и обращается с серьёзными увещаниями к христианам, мирянам и духовным лицам.
В «Carmen apologeticum adversus Judaeos et gentes», 249 г., Коммодиан, ввиду близящегося светопреставления, увещевает неверных обратиться к христианству. Оба стихотворения были написаны неправильным гекзаметром; «Instructiones» составлены в виде акростихов.
«Наставления» впервые опубликовал Жан-Батист Питра в 1852 году, затем оба текста Коммодиана были изданы в 1877—1878 гг. в Лейпциге Эрнстом Людвигом (1845—1912).